# زواره
زوارِه شهری از توابع بخش زواره شهرستان اردستان در استان اصفهان است.
زواره در حاشیهٔ جنوبی دشت کویر ایران و از توابع شهرستان اردستان است. این شهر در فاصلهٔ ۱۲ کیلومتری شهر اردستان (در شمال شرقی شهرستان اردستان) در مجاورت کویر مرکزی ایران واقع شده است.

## تاریخچه
زواره از شهرهای کهن ایران است که پیشینه آن به قبل از اسلام بازمی‌گردد و می‌توان گفت که از بقایای #هفت_شهر_لیلاز می‌باشد. نام آن برگرفته از نام برادر رستم، زواره، گرفته شده است. در آن بناهای تاریخی همچون منار در مسجد امام حسن مجتبی (مسجد پامنار)، قلعهٔ سنگ بست و مسجد جامع چهار ایوانی (قدیمی‌ترین مسجد چهار ایوانی کشور با بیش از ۱۰۰۰ سال قدمت) وجود دارد. بخش مرکزی زواره ساختاری گلی دارد و دارای معماری ایرانی اصیل است.
در کنار موارد یاد شده می‌توان به بناها و آثار ارزشمند زیر اشاره کرد که در نوع خود از لحاظ معماری و تاریخی در خور توجه می‌باشد:
امامزاده یحیی زواره، بازار، حسینه‌های سرپوشیده و سرباز بزرگ، مدرسه علمیه، آب انبار (زورخانه زواره)، مسجد کُرسی، حمام و با اندک قدمی فراتر از آن بازارچه، مسجد جامع، بنای تاریخی عمارت هشت بهشت و بقعه سید بهاءالدین حیدر، خانه‌های چهار صفه‌ای، مسجد نیکویه، یخچال، برج و باروهای به یادگار مانده از دوران گذشته.
وجود نخستین مسجد چهار ایوانی ایران در زواره که بنا به کتیبه‌هایش در دوره سلجوقیان ساخته شده، نشان می‌دهد در قرون بعد از ظهور اسلام، منطقه‌ای پراهمیت بوده است.
ملکه سابق ایران، فرح دیبا در سفری به شهرهای حاشیه کویر ایران در سال ۱۳۵۵، در پایان سفر خویش با استقبال مردم زواره، از این شهر و بناهای تاریخی این شهر دیدن کرد.
یکی از پدیده‌های طبیعی در بخش زواره، چشم‌انداز کویر است و یکی دیگر از دیدنی‌های آن، شترداری به روش سنتی است که حال و هوای روزگاران گذشته را در ذهن مجسم می‌کند. به اضافه این‌که درکویر زواره معادن نمک، طلا، سرب و نفت نیز وجود دارد. زواره از قرن چهارم قمری با عنوان مدینه السادات نامیده شده و مورخان متعدد در تألیفات خود به نام زواره و شخصیت‌های نامی برخاسته از آن اشاره کرده‌اند.
همچنین قلعه سنگ‌بست زواره، بعد از قلعه الموت از بزرگ‌ترین و مستحکم‌ترین قلعه‌های ایران به‌شمار می‌رود که در قرن پنجم توسط ابوعلی دهدار (از مقربان حسن صباح) ساخته شده و از نوع چهار صفه‌ای دوطبقه است.
جمعیت زواره ده هزار نفر است و چندین برابر این رقم، از مردم زواره در شهرهای کاشان، تهران، اصفهان و دیگر نقاط بسر می‌برند.
هرساله مراسم تعزیه و سینه زنی وزنجیر زنی و عزاداری در ماه محرم و صفر در حسینیه بزرگ و حسینیه کوچک با شکوه و عظمت خاص برگزار می‌شود.
بیش از ده هزار هکتار از اراضی زواره زیر کشت غلات، چغندر، علوفه، صیفی جات درختان انار و پسته است. (به دلیل خشکسالی این اراضی در حال کاهش و بی رونقی است)، و بیش از صدهزار هکتار از بیابانهای زواره پوشیده از درختان تاغ است.
درزمینه هنر و صنعت خصوصاً، هنر سفالگری، کوزه‌گری، آهنگری، قالی بافی وکارگاه‌های آجرپزی شهرت استانی دارد.

## گردشگری
- کویر مرکزی زواره (تل شیطان و کویر دق سرخ)
- یخچال

بنکویه
- حسینه کوچک[۴]
- حسینیه بزرگ[۴]
- گنبد سبز
- بازار
- زورخانه زواره
- مسجد جامع[۵]
- خانه هشت بهشت نیری
- موزه مردم‌شناسی
- قلعه سنگ بست
- خانه‌های چهار صفه‌ای خاص شهر زواره
- مجموعه سرهنگ آباد
- کویر تل شیطان
- کویر دق سرخ

## صنعت
تعدادی شهرک صنعتی در این شهر شامل: کارخانه فولاد زواره، را د نوین نوتاش، مجموعه کارخانجات رشد طیور زواره، تولیدی تابان نوار، مقواسازی، کاغذ سازی، تهران بست پاسارگاد، راهیان کویر، کارخانه دفترچه سازی، کارخانه تولید سبک سازان قطره، کارخانه مدرن سپاهان، شهرک ریلی و احداث شهرک واگن ساز ی و شهرک دام بانضمام نیروگاه سیکل ترکیبی زواره و عبور خط هشتم گاز سراسری از نزدیکی شهر زواره از ویژگی‌های صنعتی زواره هستند. همچنین احداث شرکت کال سنتر سایپا که توسط آقای دکتر مهدی جمالی مدیر عامل گروه خودروسازی سایپا تاٌسیس شده است.
.

## شخصیت‌های برجسته
زواره طی قرون گذشته به‌طور متمادی کانون علم، ادب و فرهنگ بوده و در هر عصر و زمان شخصیت‌هایی را در دامان خود پرورانده است که به بزرگان زیر می‌توان اشاره نمود:
- سید محمد طباطبایی ملقب به میر رفیا (به لهجه زواره ای می‌شود=می رِفی)
- فخرالدین علی بن حسن زواره‌ای (مفسر قرآن و صاحب ترجمه الخواص)
- ابوالفتح زواره‌ای (فقیه و محدث)
- سید غیاث‌الدین جمشیدگار (مفسر قرآن)
- شیخ حافظ رجب برسی (عارف)
- میرزا ابوالحسن جلوه (فیلسوف و حکیم)
- حاج سیدحسین زواره‌ای (از شاگردان میرزای شیرازی)
- ملا محمدرضا آموزگار (مکتب دار)
- محیط طباطبائی (از استادان تاریخ و ادبیات)
- سید محمد حسین صدر طباطبایی (محقق در حوزه بازاریابی)
- سید رضا زواره ای؛ حقوق دان و نماینده
- غلامرضا گلی زواره؛ نویسنده و محقق
- خانواده طبائی زواره
- رویا بهشتی زواره(ریاضی دان)

## میزبانی سادات طباطبائی در قرون دور
بوعلی احمد بن محمد بن رستم که گویا از مصر به ایران وارد شده و عامل خراج اصفهان و فارس و شهرهای جنوب ایران بوده است، در اوایل سدهٔ چهارم هجری ازواره (زواره) و مقداری از روستاها و ده‌های دیگر ولایت اصفهان را بر حسب وقف‌نامه‌ای که شاید کهنه‌ترین سند پایدار وقف اسلامی در ایران باشد. بر اولاد خود وقف کرده و تصدی و استفاده از عواید آن را به ترتیب تقدم نسل ذکور بر اناث پیش‌بینی کرده است. تاریخ تنظیم این وقف‌نامه شهر رمضان سنهٔ ۳۱۶ هجری قمری است. برخی از سادات طباطبائی اصفهان که از احمد پسر رستم نسب دختری می‌بردند، پس از قطع رشتهٔ انتساب در اولاد ذکور واقف، موقوف علیهم و ارحام شناخته شده و تصدی موقوفهٔ احمد رستم را عهده‌دار شدند و از همان قرن چهارم هجری از اصفهان به اردستان و زواره کوچ کردند. به همین جهت زواره، به مدینة السادات (شهر سادات) مشهور گشت. برخی از این سادات به تبریز کوچیدند در روزگار فرمان‌روایی آق‌قویونلو، غالباً منصب شیخ الاسلامی آذربایجان را عهده‌دار بودند و پس از آن به خاندان‌های مختلف با نام‌های گوناگون مانند وهابی، وکیلی، عدل، دیبا و قاضی (سادات عبدالوهابیه) تقسیم شدند. اجداد عده قابل توجهی از سادات طباطبایی ایران و چهره‌های جهان اسلام همچون آیت‌الله بروجردی، علامه طباطبایی، شهید قاضی و بحرالعلوم (سید بحرالعلوم) در شهر زواره آرمیده‌اند.
همچنین مقبره امامزاده یحیی، فرزند امام موسی کاظم، در این شهر واقع شده است.

## صنایع دستی
شامل خراطی چوب و سفالگری و آهنگری است که هم‌اکنون نیز تولید می‌شوند. همچنین زنان در گذشته به منظور کمک به اقتصاد خانواده قالی بافی (از نوع بافت فارسی) می‌کرده‌اند که دارای نقش‌های مذهبی و تزئینی بوده‌اند.